# A23a
De A23a is een ijsberg die in 1986 van Antarctica afgebroken is. In 2024-2025 gold het als de grootste ijsberg ter wereld met een oppervlak van een kleine vierduizend vierkante kilometer en diktes tot 400 meter. Geschat wordt dat de A23a toen nog een biljoen ton bevroren zoet water bevatte.

## Geschiedenis

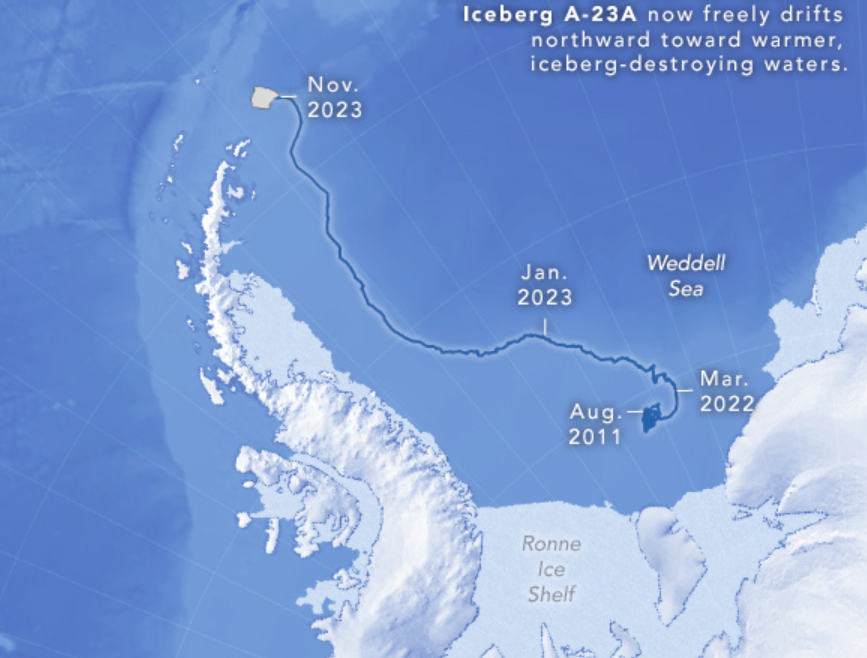
De route van de A23a in de periode van 2011 tot november 2023

De ijsberg brak in 1986 af van de Filchner-Ronne-ijsplateau in Antarctica en had toen een oppervlak van 3.900 vierkante kilometer. Het kwam het eerst vast te zitten op de zeebodem van de Weddellzee, een deel van de Zuidelijke Oceaan. Het raakte los in 2020 en dreef naar het noorden, tot het in het voorjaar van 2024 terechtkwam in een maalstroom bij de Zuidelijke Orkneyeilanden, een eilandengroep ten zuidoosten van Zuid-Amerika. Het kwam daar in december 2024 weer uit los.
In januari 2025 lag de inmiddels tot 3.500 vierkante kilometer geslonken ijsberg met 30 kilometer per uur op ramkoers met het onbewoonde Britse eiland Zuid-Georgia in de Zuidelijke Oceaan. Twee maanden later bleek het eiland aan een mogelijke ecologische ramp ontkomen te zijn, want de ijsberg was toen vastgelopen in ondiepe wateren. Naar verwachting blijft de ijsberg de komende tijd op deze plek liggen. De schots vormt geen bedreiging voor de scheepvaart, schepen kunnen hem gemakkelijk ontwijken. Als de ijsberg in de toekomst in kleinere stukken uiteenvalt, kan dat wel problemen opleveren voor schepen.

## Impact op omgeving
Wetenschappers van het onderzoeksschip RRS Sir David Attenborough die de ijsberg onderzochten, ontdekten in 2023 dat de aanwezigheid van ijsbergen positieve effecten kan hebben op de omgeving. IJsbergen zouden namelijk voedingsstoffen kunnen leveren aan de wateren die ze passeren en daardoor bloeiende ecosystemen creëren in gebieden die anders minder productief zijn. Een onderzoeker van het British Antarctic Survey omschreef het "alsof je een voedingsbom midden in een lege woestijn gooit".
Minder gunstige effecten lijken ook mogelijk: in het geval van de A23a werd gevreesd dat bij het rammen van South Georgia het eiland in stukken gebroken zou worden en er talloze vogels, waaronder macaronipinguins, en zeehonden zouden omkomen, omdat zij zich niet kunnen voeden door de ijsberg.

## Klimaatverandering
Het smelten van de A23a beïnvloedt het proces van klimaatverandering. IJsbergen dragen bij aan de koeling van de Aarde door het reflecteren van zonnestraling (het ijs-albedo effect). De smelting van de A23a draagt bij aan de vermindering van deze bufferfunctie tegen de opwarming van de Aarde.
A23a kan vanwege zijn enorme omvang verder invloed hebben op het mondiale klimaatsysteem door de afgifte van grote hoeveelheden zoetwater in de oceaan. Dit kan oceaanstromingen verstoren, aangezien de dichtheid van zeewater verandert wanneer zoet smeltwater zich ermee mengt.